# The Virtuous Husband
Pour plus de détails, voir Fiche technique et Distribution.
The Virtuous Husband est un film américain réalisé par Vin Moore, sorti en 1931.

## Fiche technique
- Titre original : The Virtuous Husband
- Réalisation : Vin Moore
- Scénario et adaptation : Jerry Horwin, Edward Ludwig et Dale Van Every d'après la pièce Apron Strings de Dorrance Davis
- Dialogues : Fred Niblo Jr.
- Production : Carl Laemmle Jr. et Albert DeMond (producteur associé)
- Société de production et de distribution : Universal Pictures
- Photographie : Jerome Ash
- Montage : Arthur Hilton et Harry W. Lieb
- Direction artistique : Paul Crawley
- Pays de production : États-Unis
- Langue : anglais
- Format : Noir et blanc - 35 mm - 1,20:1 - Mono (Western Electric Sound System)
- Genre : Comédie romantique
- Durée : 75 minutes
- Date de sortie :
  - États-Unis : 12 avril 1931

## Distribution
- Betty Compson : Inez Wakefield
- Elliott Nugent : Daniel Curtis
- Jean Arthur : Barbara Olwell
- J. C. Nugent : M. Olwell
- Alison Skipworth : Mme Olwell
- Tully Marshall : Ezra Hunniwell
- Eva McKenzie : Hester
- Willie Best : Luftus